# Опришівці
Опри́́шівці — колишнє село, а нині мікрорайон Івано-Франківська, простягається на південь від вулиці Дудаєва.

## Георграфія
У мікрорайоні є 22 вулиці. Головна магістраль — вулиця Коновальця на заході, а на сході природною межею є Бистриця Надвірнянська. Громадський і культурний центр Опришівців — вулиця о. Івана Блавацького.

## Історія
Село відоме від 1424 року. Згадується 5 травня 1438 року у протоколах галицького суду.
У податковому реєстрі 1515 року в селі документується 3 лани (близько 75 га) оброблюваної землі.
За податковим реєстром 1589 року село входило до Галицького повіту Галицької землі Руського воєводства, у селі було 4 кмети, 4 загородники і 1 піп (тобто, була церква).
У 1855-1944 рр. село належало до Станіславського повіту, надалі — до Лисецького району.
9 березня 1960 р. Станиславський облвиконком ухвалив рішення про приєднання Чукалівської сільської ради до Опришовецької.
У 1965 році село приєднане до Івано-Франківська.

## Релігія
- церква святої великомучениці Параскеви (1908; УГКЦ; мурована);
- церква Трьох Святителів (2021; УГКЦ).

## Пам'ятники
- пам'ятник Тарасові Шевченку (4 жовтня 2013, скульптор Володимир Довбенюк)[5][6]

## Соціальна сфера
Нині працюють школи, два технічних училища, медичні заклади, музей (2018), меблева фабрика, арматурний завод, аеровокзал.

## Населення
Проживає близько 10000 осіб.

## Відомі люди
Народилися
- Ілля Сем'янчук (1895—1955) — кооператор, голова Окружного союзу кооперативів у 1930-х;
- Дмитро Літанюк — учасник національно-визвольних змагань, підпільник ОУН[7];
- Яків Літанюк — учасник національно-визвольних змагань, підпільник ОУН[7].

Проживали
- о. Іван Блавацький (1887—1963) — український греко-католицький священник, громадський діяч[8].

## Галерея

Погруддя Івана Франка
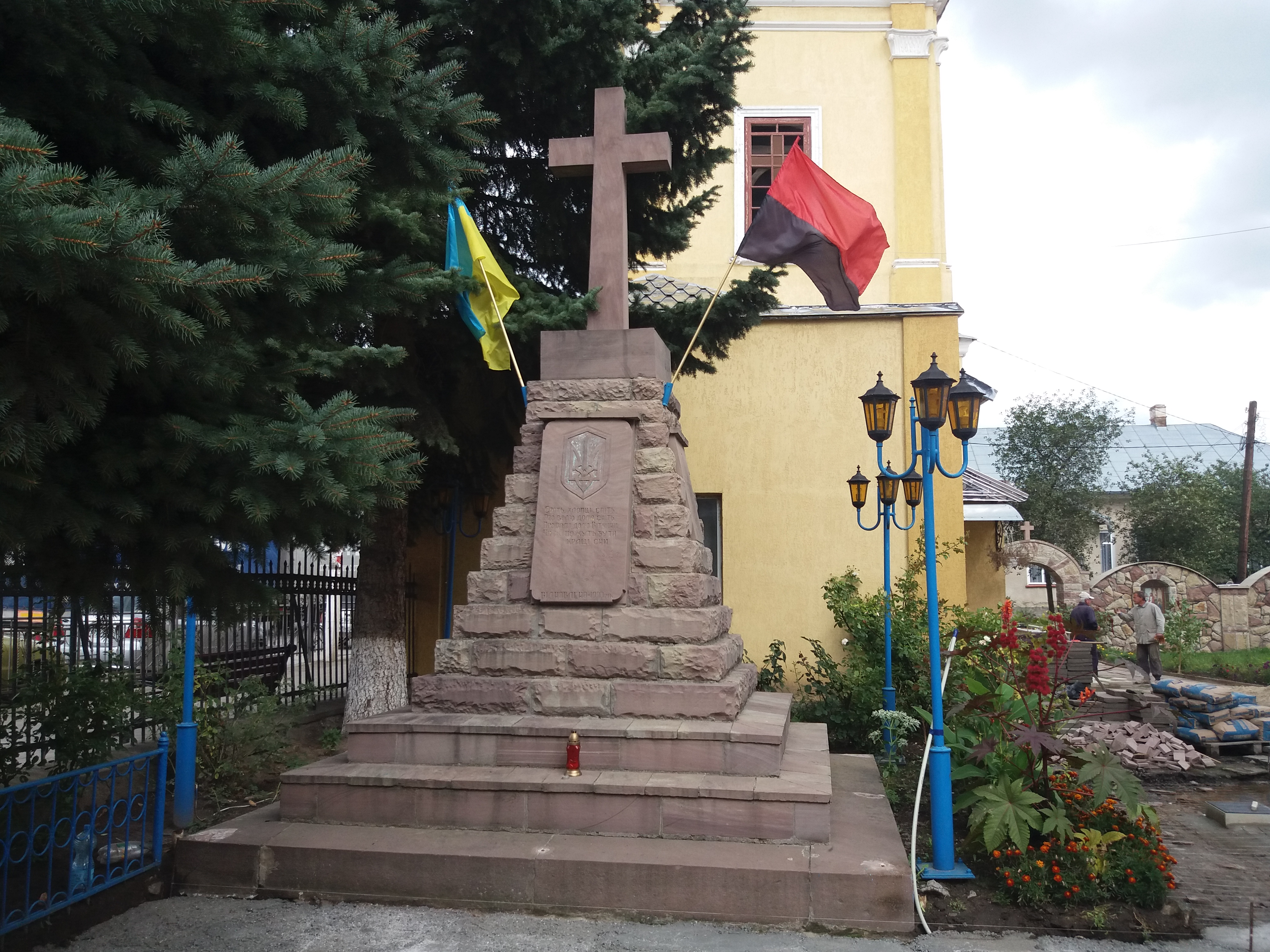
Пам'ятник борцям за волю України
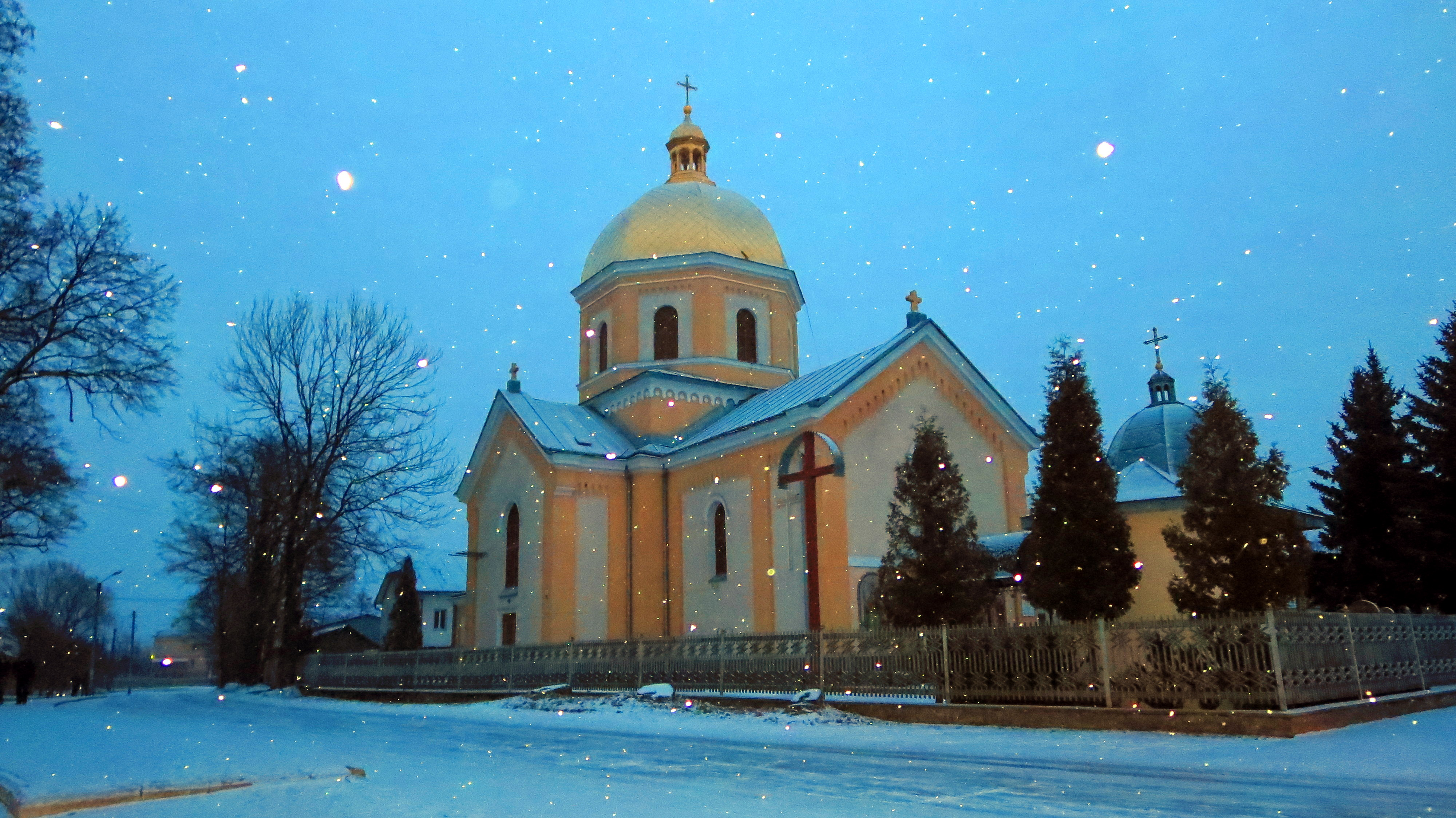
Храм Святої великомучениці Параскевії
Капличка
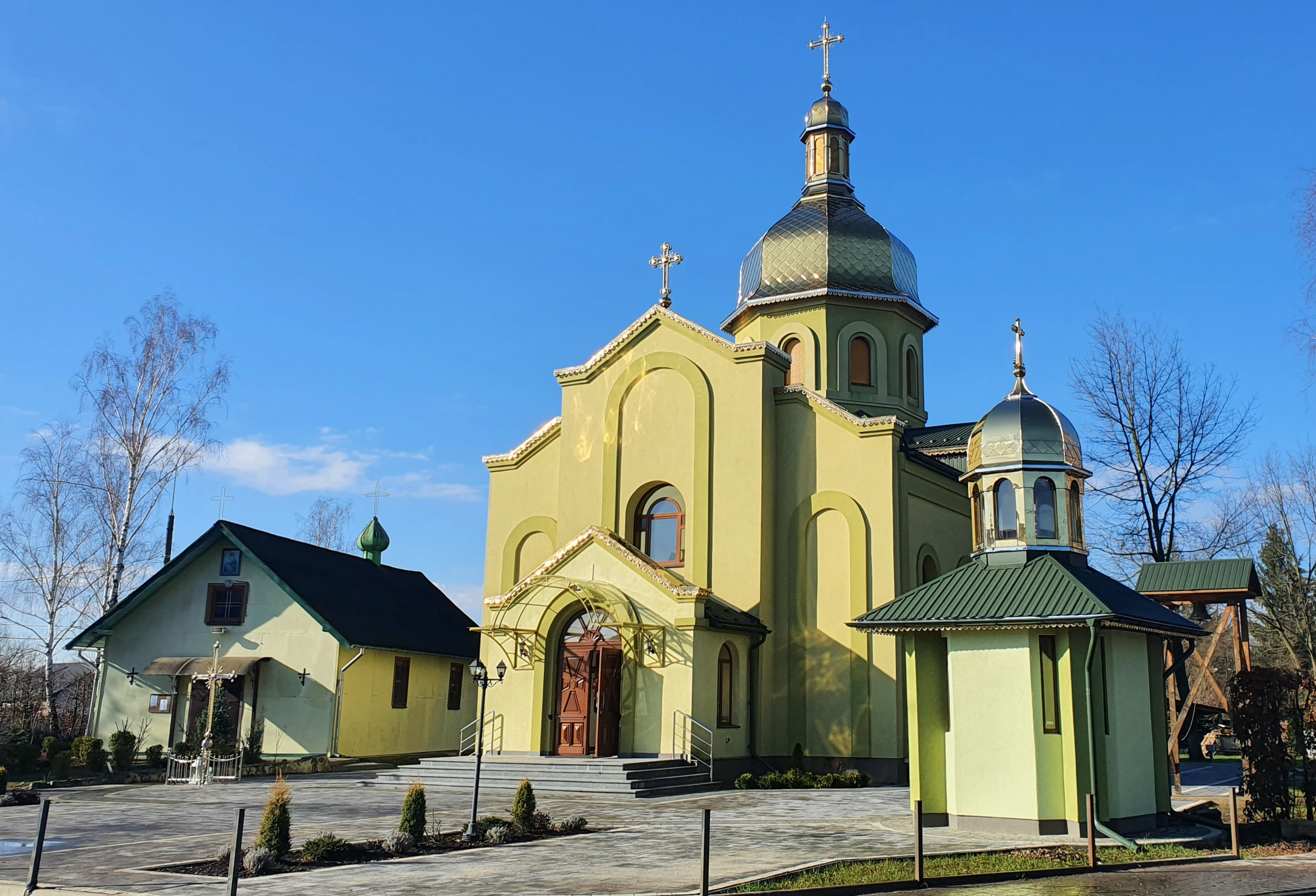
Храм Трьох Святителів
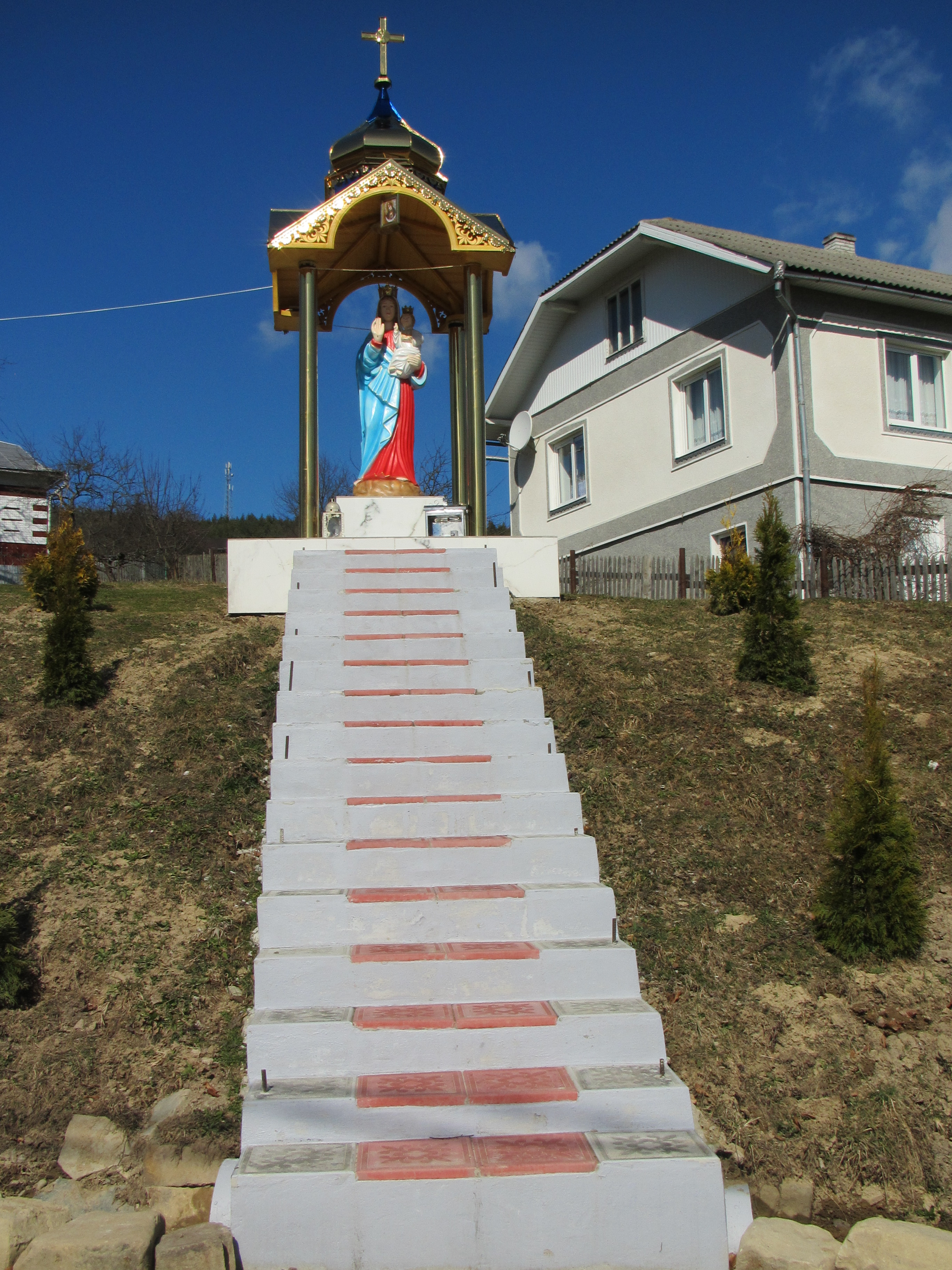
Фігура Богородиці Діви
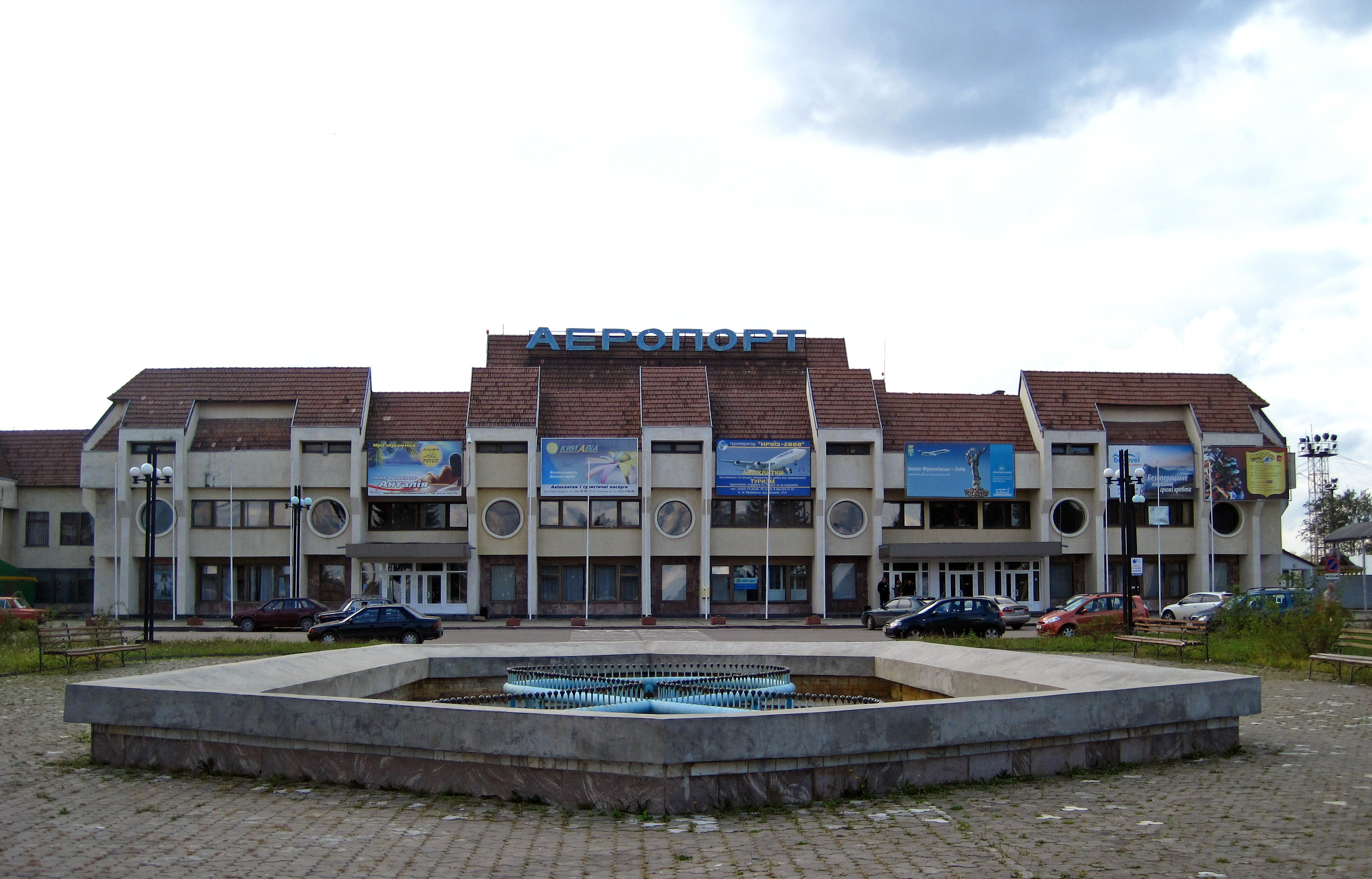
Аеропорт